# Light Cycle
Pour les articles homonymes, voir Light et Cycle.
Le Light Cycle, traduit généralement en Lumicycle, est un moyen de transport sophistiqué, utilisé dans l'univers du film Tron.

## Caractéristiques

Murs de lumière créés par des Light Cycle.

Le Light Cycle a l'apparence d'une grosse moto colorée et est généralement utilisé dans des courses mortelles appelées "labyrinthes automobiles", dans une zone de jeu spéciale appelée "grille de jeu" (tout ceci se déroule dans un jeu vidéo créé par le protagoniste du film, le jeune informaticien Kevin Flynn). Les courses sont mortelles, car le Light Cycle, en passant à très grande vitesse, laisse derrière lui un solide mur d'énergie contre lequel il est possible (et facile) de s'écraser, un peu comme dans le jeu de téléphone portable Snake, à la seule différence que le mur ne bouge pas avec le reste du corps. La seule façon de gagner à cette compétition est d'écraser votre adversaire contre ces murs ou les murs qui bordent l'aire de jeu.
Le Light Cycle peut également se déplacer en dehors de la grille de jeu, où ils se comporte comme une moto normale - il a même la marche arrière - à l'exception du fait que vous ne pouvez pas le gare (vous devez vous écraser pour vous arrêter et descendre).